# Juan Ossorio Morales
Juan Ossorio Morales (Manila (Filipinas), 7 de septiembre de 1901 – Granada, 11 de junio de 1964) fue un abogado y catedrático español que ejerció como Alcalde de Granada desde el 26 de julio de 1951 hasta el 11 de noviembre de 1953.

## Trayectoria
De familia muy acomodada, nació en Manila a donde se habían trasladado sus padres recién casados para atender los negocios azucareros que su padre tenía en Filipinas.
Tras la muerte de su madre en 1909, fue enviado a Cambrige donde cursó el bachillerato. Desde 1922, siguió la carrera de Derecho en la Universidad de Granada mientras se alojaba en el hotel Alameda. Se licenció en 1929 y se doctoró en 1934 en la Universidad Central.
En 1934, la Junta de Ampliación de Estudios le concedió una pensión para etudiar en la London School of Economics el sistema jurídico anglosajón.
Terminada la carrera, ya casado, y tras haber enseñado desde 1930 en la Universidad de Granada Derecho Civil, como profesor auxiliar y como encargado de cátedra, se trasladó a Madrid para preparar oposiciones a cátedra universitaria, que ganó en 1935 para la Universidad de Murcia.
Durante la guerra civil estuvo apuntado a Españoles Patriotas y desde noviembre de 1936 a Falange Española Tradicionalista y de las JONS. Alistado voluntario, fue alférez provisional y más tarde teniente de Infantería en unidades destinadas en los frentes de Alcalá la Real, Órgiva y Lanjarón, Jaén, Granada y Córdoba. También fue nombrado jefe provincial de Prensa y Propaganda de Falenage.
Al terminar la guerra, regresó a Granada, donde ocupó con carácter provisional la cátedra de Derecho Civil, que unos meses más tarde, ya en 1940, ocuparía con carácter definitivo por concurso de traslado desde Murcia. Abrió bufete en Granada, convirtiéndose en uno de los mejores especialistas en Derecho Civil de España. Fueron famosos algunos de los pleitos en que participó, llegando a congregarse ante la puerta de la Audiencia Territorial de Granada numeroso público para seguir los juicios.
En febrero de 1941 fue nombrado director gerente de la Caja General de Ahorros de Granada y el 6 de septiembre del mismo año decano de la Facultad de Derecho de la Universidad de Granada.
En 1945 al ser nombrado alcalde de la ciudad Antonio Gallego Burín lo incorporó al ayuntamiento como primer teniente de alcalde y su principal apoyo en la gestión municipal.
El 26 de septiembre de 1951 se hizo cargo de la alcaldía de Granada al ser nombrado Gallego Burín director general de Bellas Artes. Durante su mandato como alcalde debió hacerse cargo de las reparaciones del embobedado del río Darro que había reventado poco antes, así como de numerosas obras de distribución de agua potable y saneamiento. En su primer año de mandato se celebró el primer Festival Internacional de Música y Danza gestado en Madrid por Gallego Burín como principal impulsor.
Fue cesado abruptamente el 11 de noviembre de 1952, cese que le fue comunicado en su despacho de la alcaldía por el gobernador civil Servando Fernández-Victorio Camps. En un pleno improvisado pronunció unas palabras de despedida en las que justificó el abandono del cargo en que tenía muy abandonado su bufete de abogados, aunque hay fuentes que señalan la influencia ante el jefe del estado del arzobispo de Granada Rafael García y García de Castro para que fuera destituido en relación con un asunto de amantes. Poco después, el 1 de marzo de 1953, también fue cesado como decano de la Facultad de Derecho.
A partir de entonces y hasta su muerte se dedicó a los asuntos de su bufete, a las clases en la universidad y a la gestión de la Caja General de Ahorros.
El 1 de julio de 1952 fue elegido por la asamblea del Granada Club de Fútbol presidente de la entidad, cargo del que dimitió unos días más trade al permitir la Federación que el club permaneciera en segunda división.

## Distinciones
- Cruz de Guerra
- Cruz al Mérito Militar con distintivo rojo
- Medalla militar con distintivo rojo
- Comendador de la Orden de Isabel la Católica (1953).
- Socio honorario de la Asociación de la Prensa (1953).
- El Ayuntamiento de Granada ha denominado una calle del campus de Fuentenueva de la Universidad «Paseo del profesor Juan Ossorio».

## Familia
Casado el 12 de octubre de 1928 con Victoria Serrano López, hija del afamado empresario granadino, constructor de la plaza de toros, Miguel Serrano Martínez, tuvo cinco hijos.

## Final
Falleció en su casa de la Caja General de Ahorros el 11 de junio de 1964 a consecuencia de un cáncer colon.

## Obra
Publicó numerosos artículos en revistas y colaboraciones en obras colectivas así como varios libros, entre ellos:
- Manual de sucesión testada.
- Lecciones de derecho civil: obligaciones y contratos, junto a su hijo Juan Miguel Ossorio Serrano.